# DTS (사운드 시스템)
DTS는 상용/극장/소비자 등급에 쓰이는 다중 채널 디지털 서라운드 사운드 포맷이다. 또, 이 DTS를 개발한 DTS 주식회사(영어: DTS, Inc.)는 미국의 오디오 표준 개발 회사의 이름이기도 하다.

## 역사

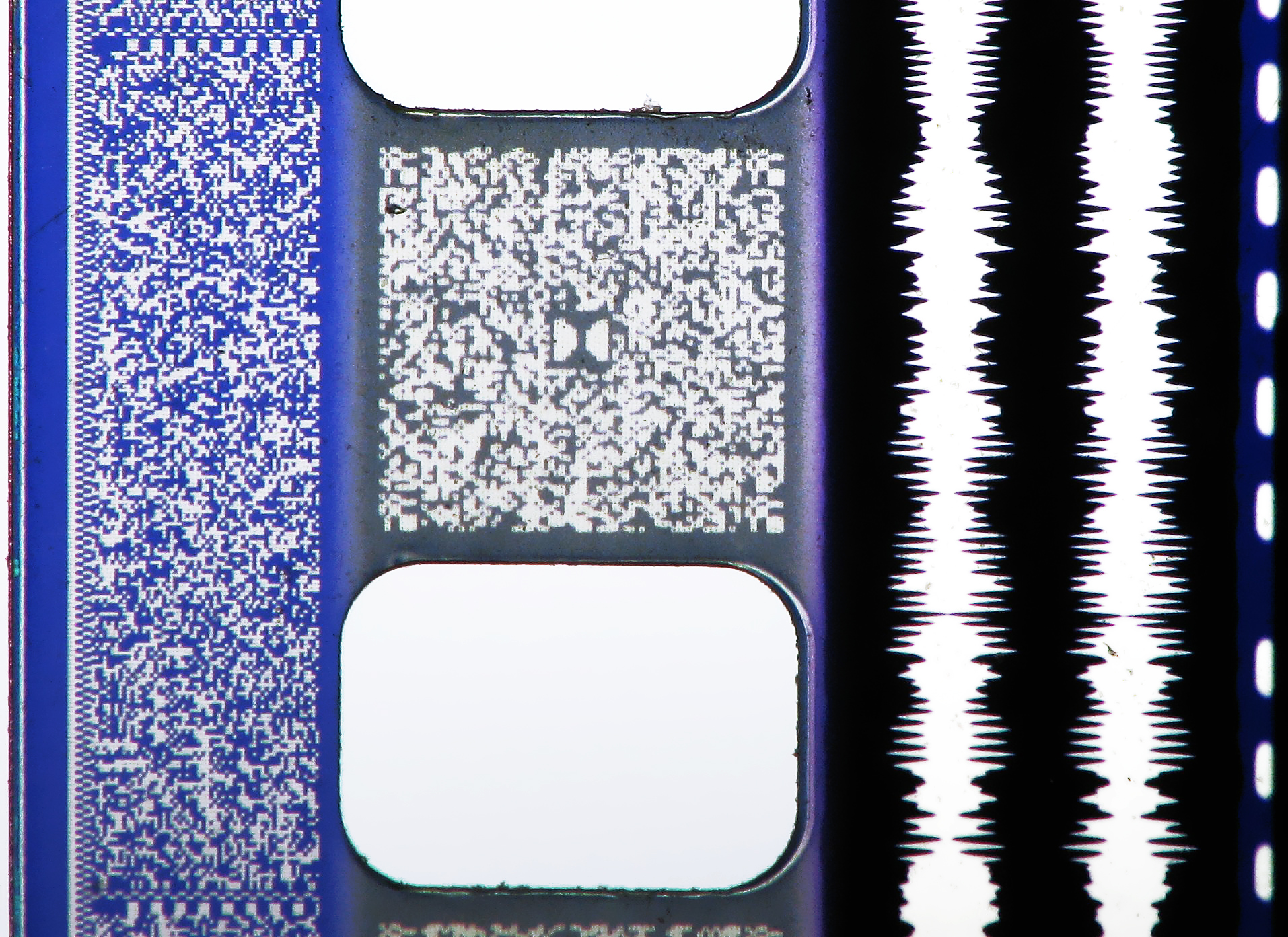
35mm 길이의 각 오디오 포맷별 필름 모습 - SDDS(왼쪽), 돌비디지털 (가운데), DTS(오른쪽)

DTS의 시작은 돌비연구소가 돌비디지털이라는 새로운 코덱에 대한 작업에 착수한지 4년만에 새로운 오디오 포맷에 대한 작업이 1991년부터 시작된 것으로 비롯되었다.
일반적 버전이 나올 당시에는 5개의 기본(전 범위)채널과 서브 우퍼용 특수 LFE(저주파 효과)채널로 오디오를 인코딩하는 돌비 디지털 설정과 유사한 5.1 채널 시스템으로 이루어졌다.
인코더와 디코더 버전은 다양한 채널 조합을 지원하며, DVD, CD 및 레이저 디스크의 스테레오, 4채널 및 4채널과 LFE 사운드 트랙이 융합되어 상업적으로 출시되었다.
최대 7개의 기본 오디오채널과 하나의 LFE 채널(DTS-ES)을 지원하는 버전을 포함하여 다른 최신 DTS 변형도 현재 사용할 수 있다. 이러한 변형은 일반적으로 핵심 DTS 데이터 스트림이 사용 중인 새로운 변형에 필요한 추가 데이터를 포함하는 확장 스트림으로 보강된 DTS의 핵심 및 확장 철학에 기반한다. 코어스트림은 새로운 변종을 이해하지 못하더라도 모든 DTS 디코더로 디코딩을 실행할 수 있고, 새로운 변형을 이해하는 디코더는 코어 스트림을 디코딩 한 다음 확장 스트림에 포함된 명령에 따라 수정한다. 이 방법은 이전 버전과의 호환성을 허용한다.
돌비디지털과 DTS는 DVD에서 동시에 연동이 되지만, 홈시어터 하드웨어는 DTS에서만 연동이 된다는 특징이있다. 다만, 다채널 영화 오디오 시스템에서는 돌비디지털과 SDDS와의 경쟁이 심하다.
영화 감독인 스티븐 스필버그은 초기 투자자로 참였는데, 이는 그가 연극 음향 포맷이 더 이상 최첨단이 아니라는 평을 내리고, 고품질 사운드가 적용되지 않은 프로젝트는 적합하지 못한다는 이유로, 새로운 오디오 시스템이 필요하다고 생각했기 때문이었다. 그는 또다른 오디오 시스템 개발에 중요하게 여기고, DTS에 투자에 결심을 하였다. 이후, DTS은 영화 쥬라기 공원에서 오디오 시스템에 최초로 적용되었고, 이후, 쥬라기 공원은 홈 비디오로 출시당시, 최초의 DTS가 적용된 홈 비디오가 되었다.
2008년에는 영화 사업에도 진출할 명문으로 DTS 디지털 시네마(DTS Digital Cinema)을 설립하고, 이후, 이 회사는 Beaufort International Group Plc가 인수하여, Datasat Digital Entertainment로 알려진다.
2012년에는 SRS 랩스를 인수를 하였고 이후, 이 회사의 자회사인 포러스도 역시 같이 DTS의 자회사가 되었다.
2014년에는 만자니타 시스템즈 보관됨 2017-09-15 - 웨이백 머신를 인수를 하였다.
2015년에는 아이비퀴티스를 인수를 하였다.

## 특징

DTS 지원 전용 로고

초기 DTS는 S/PDIF 및 레이저 디스크, DVD, 블루레이 사양의 일부를 통해 전송할 수 있는 DTS Coherent Acoustics (DCA) 코덱의 약어인데, 이 시스템은 별도의 DTS CD-ROM 미디어가 없어도 비슷한 코덱을 지원을 하는 소비자용으로 주목을 받았다.
초기의 DTS는 DVD에서 전용 트랙을 인식을 안했는데, 이는 DTS는 원본 DVD 사양의 일부가 아니고, DVD 타이틀은 AC-3 또는 LPCM 형식으로 1개 이상의 기본 오디오 트랙이 필요하기 때문이었다.(유럽에서는 MPEG-1 오디오 레이어2에서는 기본 트랙 형식으로 허용된다.) 현재, DVD에서는 모든 독립형 수신기와 많은 통합 DVD플레이어 및 수신기가 DTS를 디코딩을 지원하고 있다.
용량이 적은 레이저 디스크도 역시 NTSC 기반의 레이저 디스크 형식을 사용하면 아날로그 오디오 또는 아날로그 및 디지털 오디오 트랙을 모두 사용할 수 있다. 이 사운드 트랙은 디지털 동축 또는 광 오디오 출력을 통해 출력되고, 비트 스트림을 처리하기 위해 외부 디코더가 따로 필요하다.
PC에서는 VideoLAN가 첫 번째 오픈 소스 구현 인 libdca라는 DTS용 디코딩 모듈을 만들었다.
콘솔에서는 플레이스테이션 3(슬림 버전에서는 DTS-HD MA를 비트스트림을 지원)와 엑스박스 360(엘리트 버전 이후 지원)에서도 지원을 하며, TOSLINK 또는 HDMI를 통해 LPCM으로 출력이 가능하다.

## DTS의 종류
표준 5.1 채널 DTS 사운드 코덱뿐 아니라, 이 회사는 돌비 연구소의 시스템과 비슷한 몇 가지 다른 기술을 가지고 있다.
- DTS 70mm
- DTS-ES
- DTS NEO:6
- DTS 96/24
- DTS-HD 고해상도 오디오
- DTS-HD 마스터 오디오
- DTS:X
- 기타
  - DTS 커넥트
  - DTS 인터렉티브
  - DTS 서라운드 센세이션

## 같이 보기
- 코덱
- 돌비 디지털
- 홈 시어터
- THX